# Гларус
Гларус (нім. Glarus) — місто  в Швейцарії, адміністративний центр німецькомовного кантону Гларус.

## Географія
Місто розташоване на відстані близько 125 км на схід від Берна.
Гларус має площу 103,7 км², з яких на 4,1% дозволяється будівництво (житлове та будівництво доріг), 26,3% використовуються в сільськогосподарських цілях, 34,4% зайнято лісами, 35,2% не є продуктивними (річки, льодовики або гори).

## Демографія
2019 року в місті мешкало 12 511 осіб (+2,8% порівняно з 2010 роком), іноземців було 27,5%. Густота населення становила 121 осіб/км².
За віковим діапазоном населення розподілялося таким чином: 20,1% — особи молодші 20 років, 60,3% — особи у віці 20—64 років, 19,6% — особи у віці 65 років та старші. Було 5566 помешкань (у середньому 2,2 особи в помешканні).
Із загальної кількості 8434 працюючих 152 було зайнятих в первинному секторі, 2449 — в обробній промисловості, 5833 — в галузі послуг.

## Культура
- Музейно-виставковий будинок[de] (Kunsthaus Glarus)

## Відомі особистості
В поселенні народився:
- Бальбіна Беблер (* 1967) — швейцарський археолог.